# Forza, andiamo!
Forza, andiamo! (Going! Going! Gosh!) è un film del 1952 diretto da Chuck Jones. È un cortometraggio d'animazione della serie Merrie Melodies, uscito negli Stati Uniti d'America il 23 agosto 1952. Ha come protagonisti Willy il Coyote e Beep Beep.

## Trama
Willy (Carnivorous comunem), stupefatto dalla velocità di Beep Beep (Accelerazionen incredibilis), prova a catturarlo o ucciderlo con i seguenti metodi:
- cerca di lanciargli un candelotto di dinamite legato a una freccia, tuttavia lancia invece l'arco e la dinamite gli esplode in mano;
- si carica su una fionda gigante, ma il supporto si stacca da terra e lo incunea in un cactus;
- copre la strada con cemento a presa rapida, ma Beep Beep lo attraversa senza toccarlo rovesciandolo addosso a Willy, che si ritrova bloccato;
- si nasconde in un tombino con una bomba a mano innescata, ma Beep Beep attraversa la strada così velocemente da far cadere un masso sopra il tombino, impedendo al coyote di lanciare la granata prima che esploda. Dopodiché, il coperchio del tombino e il masso gli atterrano in testa;
- si traveste da un'attraente autostoppista che vuole andare in Virginia, ma l'uccello gli sfreccia davanti smascherandolo. Quindi Beep Beep ritorna con la sua parrucca addosso e un cartello che dice "Ho già un appuntamento galante";
- dipinge un'immagine realistica di un ponte e lo colloca al termine di una strada che dà su un burrone. Beep Beep entra nel dipinto come se fosse una vera strada. Mentre Willy è confuso, non si accorge che un camion emerge dalla strada nel dipinto e lo investe. Willy allora prova a entrare nel dipinto a sua volta, ma lo rompe e cade nel baratro;
- fa rotolare un masso sulla strada che Beep Beep sta percorrendo nell'altro senso, ma l'uccello cambia strada appena in tempo e il masso viene lanciato in aria, arrivando infine sulla strada in cui c'è Willy e investendolo;
- con un pallone, un bidone da spazzino e un ventilatore costruisce una mongolfiera improvvisata, da cui lancia un'incudine su Beep Beep. Questo però fa salire rapidamente il pallone finché non si ferma e la corda che lo tiene chiuso si dispiega, facendolo schizzare ovunque fino a esaurire l'aria. Il coyote cade per terra, seguito dall'incudine che gli cade sulla testa.
- sentendo il verso di Beep Beep, si lancia verso l'uccello dall'alto con un giavellotto, ma si rende conto che il suono proveniva da un camion, che lo investe. Viene rivelato che alla guida del camion c'è proprio Beep Beep.

## Distribuzione

### Edizioni home video

#### VHS
America del Nord
- The Road Runner & Wile E. Coyote's Crash Course (1993)

#### Laserdisc
- The Road Runner Vs. Wile E. Coyote: If At First You Don't Succeed... (18 maggio 1994)

#### DVD e Blu-ray Disc
Il corto fu pubblicato in DVD-Video in America del Nord nel secondo disco della raccolta Looney Tunes Golden Collection: Volume 2 (intitolato Road Runner and Friends) distribuita il 2 novembre 2004; il DVD fu pubblicato in Italia il 16 marzo 2005 nella collana Looney Tunes Collection, col titolo Beep Beep e i suoi amici. In Italia fu inserito anche nel DVD Il tuo simpatico amico Willy il Coyote, uscito il 9 settembre 2009, mentre in America del Nord fu inserito nel primo disco della raccolta DVD Looney Tunes Spotlight Collection Volume 7, uscita il 13 ottobre 2009. Fu infine incluso nel primo disco della raccolta Blu-ray Disc e DVD Looney Tunes Platinum Collection: Volume Two, uscita in America del Nord il 16 ottobre 2012.